# Gołdap
Gołdap (udtale:  [ˈɡɔu̯dap]  ( hør) eller Goldapp; litauisk: Geldupė, Geldapė, Galdapė) er en kurby i det nordøstlige Polen med  13.378(2021) indbyggere. Den ligger  i regionen Masurien, i  voivodskabet Warmińsko-mazurskie og  er sæde for Powiat Gołdap (amt). Gołdapa-floden ligger mellem Szeskie-bakkerne, Gołdap-søen og Puszcza Romincka-skoven

## Historie
Masurianere begyndte at bosætte regionen i det 16. århundrede, mens det var en del af Hertugdømmet Preussen, et len og en del af Kongeriget Polen. Systematisk bosættelse begyndte i 1565, mens byen officielt blev grundlagt af Caspar von Nostitz den 15. maj 1570. Da den lå på et gunstigt  sted hvor flere handelsruter krydsede hinanden, og nær den preussiske grænse til Litauen, voksede  Gołdap hurtigt. Dens våbenskjold viser Huset Hohenzollern og Brandenburgs våbenskjold, mens bogstavet "S" står for Sigismund 2. Augustus, konge af Polen, som regionen hørte under.
Byen blev en del af Kongeriget Preussen i 1701 og Tyske Kejserrige i 1871. Mellem 1757 og 1762 blev den besat af russere.